# Municipio de Marion (condado de Monroe)
El municipio de Marion (en inglés: Marion Township) es un municipio ubicado en el condado de Monroe en el estado estadounidense de Misuri. En el año 2010 tenía una población de 1363 habitantes y una densidad poblacional de 7,8 personas por km².

## Geografía
El municipio de Marion se encuentra ubicado en las coordenadas 39°29′22″N 92°12′48″O / 39.48944, -92.21333. Según la Oficina del Censo de los Estados Unidos, el municipio tiene una superficie total de 174.74 km², de la cual 174,09 km² corresponden a tierra firme y (0,37 %) 0,65 km² es agua.

## Demografía
Según el censo de 2010, había 1363 personas residiendo en el municipio de Marion. La densidad de población era de 7,8 hab./km². De los 1363 habitantes, el municipio de Marion estaba compuesto por el 97,95 % blancos, el 0,07 % eran afroamericanos, el 0,22 % eran amerindios, el 0,73 % eran asiáticos, el 0,15 % eran de otras razas y el 0,88 % eran de una mezcla de razas. Del total de la población el 0,73 % eran hispanos o latinos de cualquier raza.